# Карађорђево (Бачка Топола)
Карађорђево је насеље у општини Бачка Топола, у Севернобачком округу, у Србији. Настало је колонизацијом народа из Босанске Крајине и Лике око 1921. године. Према попису из 2022. било је 349 становника. Састоји се од два дела: главног дела села, Калмарке и дела села који се зове Рајчић. До села постоји савремен пут са две траке који је саграђен током 1997. године. Добровољци су 1937. подигли основну школу "Опленац".
Село је типично равничарско, компактно са улицама које се секу под правим углом. У околини села се налазе бројне шуме, пашњак и језеро које је у процесу добијања ознаке „Парк природе“. У околини села постоји и саграђена депонија.
У селу постоји више индустријских погона као на пример:погон за производњу бројлера Месне индустрије „Топико“, као и новосаграђени објекти за узгој товних свиња који су успоставили кооперативну сарадњу са Месном индустријом „Топола“ из Бачке Тополе. Већи део сеоског становништва се бави пољопривредом, мада постоји и део становништва који се бави административним пословима у Бачкој Тополи и Суботици.
Село је једно време имало и фудбалског друголигаша, а то је био ФК Солунац, док је други клуб, ФК Напредак угашен због немогућности финансирања, и неизаинтересованости месне заједнице да помогне у опстанку.

## Демографија
У насељу Карађорђево живи 469 пунолетних становника, а просечна старост становништва износи 42,1 година (39,7 код мушкараца и 44,4 код жена). У насељу има 205 домаћинстава, а просечан број чланова по домаћинству је 2,88.
Ово насеље је великим делом насељено Србима (према попису из 2002. године).
|  |

| Демографија | Демографија | Демографија |
| Година      | Становника  | Становника  |
| ----------- | ----------- | ----------- |
| 1948.       | 997         |             |
| 1953.       | 1.143       |             |
| 1961.       | 868         |             |
| 1971.       | 746         |             |
| 1981.       | 624         |             |
| 1991.       | 588         | 578         |
| 2002.       | 590         | 590         |
| 2011.       | 468         |             |

| Етнички састав према попису из 2002.‍ | Етнички састав према попису из 2002.‍ | Етнички састав према попису из 2002.‍ | Етнички састав према попису из 2002.‍ | Етнички састав према попису из 2002.‍ |
| ------------------------------------ | ------------------------------------ | ------------------------------------ | ------------------------------------ | ------------------------------------ |
|                                      |                                      |                                      |                                      |                                      |
| Срби                                 | Срби                                 |                                      | 535                                  | 90,67%                               |
| Мађари                               | Мађари                               |                                      | 21                                   | 3,55%                                |
| Буњевци                              | Буњевци                              |                                      | 9                                    | 1,52%                                |
| Црногорци                            | Црногорци                            |                                      | 5                                    | 0,84%                                |
| Хрвати                               | Хрвати                               |                                      | 4                                    | 0,67%                                |
| Југословени                          | Југословени                          |                                      | 2                                    | 0,33%                                |
| Чеси                                 | Чеси                                 |                                      | 1                                    | 0,16%                                |
| Словаци                              | Словаци                              |                                      | 1                                    | 0,16%                                |
| Русини                               | Русини                               |                                      | 1                                    | 0,16%                                |
| непознато                            | непознато                            |                                      | 1                                    | 0,16%                                |

| Година пописа     | 1948. | 1953. | 1961. | 1971. | 1981. | 1991. | 2002. |
| ----------------- | ----- | ----- | ----- | ----- | ----- | ----- | ----- |
| Број домаћинстава | 208   | 276   | 239   | 238   | 226   | 212   | 205   |

| Број чланова      | 1  | 2  | 3  | 4  | 5  | 6  | 7 | 8 | 9 | 10 и више | Просек |
| ----------------- | -- | -- | -- | -- | -- | -- | - | - | - | --------- | ------ |
| Број домаћинстава | 53 | 47 | 28 | 46 | 17 | 10 | 3 | 0 | 1 | 0         | 2,88   |

| Пол    | Укупно | Неожењен/Неудата | Ожењен/Удата | Удовац/Удовица | Разведен/Разведена | Непознато |
| ------ | ------ | ---------------- | ------------ | -------------- | ------------------ | --------- |
| Мушки  | 233    | 76               | 144          | 10             | 3                  | 0         |
| Женски | 262    | 52               | 141          | 61             | 8                  | 0         |
| УКУПНО | 495    | 128              | 285          | 71             | 11                 | 0         |

| Пол    | Укупно                    | Пољопривреда, лов и шумарство | Рибарство                            | Вађење руде и камена | Прерађивачка индустрија       |
| ------ | ------------------------- | ----------------------------- | ------------------------------------ | -------------------- | ----------------------------- |
| Мушки  | 120                       | 60                            | 0                                    | 0                    | 28                            |
| Женски | 75                        | 39                            | 0                                    | 0                    | 14                            |
| УКУПНО | 195                       | 99                            | 0                                    | 0                    | 42                            |
| Пол    | Производња и снабдевање   | Грађевинарство                | Трговина                             | Хотели и ресторани   | Саобраћај, складиштење и везе |
| Мушки  | 0                         | 8                             | 9                                    | 1                    | 3                             |
| Женски | 0                         | 1                             | 5                                    | 1                    | 1                             |
| УКУПНО | 0                         | 9                             | 14                                   | 2                    | 4                             |
| Пол    | Финансијско посредовање   | Некретнине                    | Државна управа и одбрана             | Образовање           | Здравствени и социјални рад   |
| Мушки  | 2                         | 2                             | 4                                    | 0                    | 1                             |
| Женски | 2                         | 0                             | 3                                    | 1                    | 8                             |
| УКУПНО | 4                         | 2                             | 7                                    | 1                    | 9                             |
| Пол    | Остале услужне активности | Приватна домаћинства          | Екстериторијалне организације и тела | Непознато            | Непознато                     |
| Мушки  | 2                         | 0                             | 0                                    | 0                    | 0                             |
| Женски | 0                         | 0                             | 0                                    | 0                    | 0                             |
| УКУПНО | 2                         | 0                             | 0                                    | 0                    | 0                             |